# Нападение боевиков на Беной-Ведено
Нападение боевиков на Беной-Ведено (ночь на 13 июня 2008 года) — ночная вооружённая вылазка небольшого отряда боевиков (от 20 до 60 человек) под командованием Асламбека Вадалова, более известного как амир Асланбек и Усмана Мунцигова (прозвище — «Шатрал») в селе Беной-Ведено Ножай-Юртовского района Чеченской Республики.
Ночной налёт был совершён в ночь на 13 июня 2008 года с целью запугивания и убийства сотрудников силовых структур и представителей власти, проживавших в селе, но без захвата заложников.
Отряд боевиков вошёл в село примерно в 00:15 со стороны леса, окружающего населённый пункт. Бандиты были вооружены, в основном, автоматическим оружием и гранатомётами.
На единственной дороге, ведущей в Беной-Ведено, боевики выставили пост, представляясь при этом сотрудниками правоохранительных органов, боевики проверяли документы с целью выявления и убийства милиционеров.
На одной из улиц села бандиты увидели двигавшийся автомобиль «Нива» и попытались остановить её. Водитель прибавил скорость, тогда боевики расстреляли автомашину. В связи с тем, что на том месте сельская дорога идёт на подъём, автомобиль не смог уйти от обстрела и загорелся. Погибли трое находившихся в ней пассажиров — семья Ясаевых: отец Хабиб (55 лет); сыновья — Абдул-Малик и Аслан (обоим по 22 года).
Открыв огонь, боевики остановили ещё одну машину, в которой находился офицер милиции. Будучи в гражданской одежде, он представился местным жителем. Оружие в машине не было найдено. Офицера отпустили.
Село проснулось от шума стрельбы.
Вторая группа боевиков окружила часть села, где большей частью проживали представители чеченского МВД и их семьи. Бандиты обстреляли попавшиеся дома, ранив при этом одного жителя.
Не обнаружив в домах сотрудников милиции и других структур МВД, боевики подожгли 5 домов. Одной из женщин удалось успеть спасти спящих маленьких дочерей. Заодно боевики подожгли 3 автомобиля, принадлежавших жильцам сожжённых домов.
Из 5 сгоревших домов были дома: лейтенанта милиции Хамида Умарова, его отца Замида Умарова, старшего лейтенанта милиции Леммы Умарова.
Отходя в лесной массив из села, боевики захватили с собой в качестве заложников несколько человек, одним из которых был бывший глава администрации Беной-Ведено.
СКП РФ по Чеченской Республике по факту вылазки боевиков возбудил уголовное дело по двум статьям УК РФ: ст. 105 — «Убийство», ст. 167 — «Умышленное уничтожение чужого имущества».
Днём 13 июня в селе состоялись похороны погибших. В церемонии приняло участие всё взрослое население Беной-Ведено и окрестных сёл.
В субботу, 14 июня в Беной-Ведено приезжали сотни людей из различных государственных структур в  Чечне, чтобы выразить соболезнования.
Спустя несколько часов, утром, горно-лесистую местность, куда ушли бандиты, блокировали отряды чеченской милиции, подразделения МВД и внутренних войск, а также части федеральных сил, которым была поставлена задача — найти, задержать или уничтожить банду.
Однако обнаружить боевиков так и не удалось.